# تویوآکه، آیچی
تویوآکه، آیچی از شهرهای استان آیچی ژاپن است که جمعیت آن در ۱ ژانویه ۲۰۰۸ ۶۹٬۱۲۴نفر بوده‌است.